# サムエレ・リッチ
サムエレ・リッチ（Samuele Ricci, 2001年8月21日 - ）は、イタリア・ポンテデーラ出身のプロサッカー選手。セリエA・ACミラン所属。イタリア代表。ポジションはミッドフィールダー。

## 経歴

### クラブ
2019年にエンポリのトップチームに昇格。9月21日のセリエBのチッタデッラ戦でプロデビュー。以降2部リーグでのプレーながら先発に定着し、2019-20シーズンは29試合に出場。新たな才能として注目を集める。翌2020-21シーズンもチームの中心選手に君臨し、2021年4月には、以前から報じられているミラン、ナポリ、フィオレンティーナなどに加え、プレミアリーグのアーセナルやレスター・シティなどが、リッチの獲得を検討していると報じられた。
2022年1月30日、買い取りオプション付きの契約でトリノにローン移籍。
2025年7月3日、4年契約でミランに完全移籍。1年の契約延長オプションが付随している。

### 代表
プロデビュー前の2018年から、ユース世代のイタリア代表の主軸として活躍。同年のUEFA U-17欧州選手権では準優勝に貢献。更に2019年のUEFA U-19欧州選手権やUEFA U-21欧州選手権2021などにも出場した。
2022年1月24日、3月のカタールW杯プレーオフを見据えて1月26日から3日間行われる、ロベルト・マンチーニ率いるイタリア代表のトレーニングに参加する35名が発表され、自身も含め7名がアッズーリに初招集された。3月18日に発表されたプレーオフの本メンバーには選出されず、イタリア代表も24日に北マケドニアに敗れて2大会連続でワールドカップへの出場権を逃したが、5月26日にはすでに23日に発表されていた翌6月の5試合に臨む39名のイタリア代表に追加招集され、公式戦に向けたメンバーに初選出された。6月1日のアルゼンチンとのフィナリッシマにはメンバー入りしなかったが、4日にスタディオ・レナート・ダッラーラで行われたUEFAネーションズリーグ2022-23のドイツ代表との試合ではベンチ入りし、1-1で引き分けているなか85分からダヴィデ・フラッテージに代わってピッチに入り初出場を果たした。試合はこのまま1-1で終了したが、この試合では自身を含め6名がイタリア代表にデビューした。

## 個人成績

### クラブ
| 国内大会個人成績 | 国内大会個人成績 | 国内大会個人成績 | 国内大会個人成績 | 国内大会個人成績 | 国内大会個人成績 | 国内大会個人成績 | 国内大会個人成績 | 国内大会個人成績 | 国内大会個人成績 | 国内大会個人成績 | 国内大会個人成績 |
| 年度             | クラブ           | 背番号           | リーグ           | リーグ戦         | リーグ戦         | リーグ杯         | リーグ杯         | オープン杯       | オープン杯       | 期間通算         | 期間通算         |
| 年度             | クラブ           | 背番号           | リーグ           | 出場             | 得点             | 出場             | 得点             | 出場             | 得点             | 出場             | 得点             |
| イタリア         | イタリア         | イタリア         | イタリア         | リーグ戦         | リーグ戦         | イタリア杯       | イタリア杯       | オープン杯       | オープン杯       | 期間通算         | 期間通算         |
| ---------------- | ---------------- | ---------------- | ---------------- | ---------------- | ---------------- | ---------------- | ---------------- | ---------------- | ---------------- | ---------------- | ---------------- |
| 2019-20          | エンポリ         | 28               | セリエB          | 28               | 0                | 1                | 0                | -                | -                | 29               | 0                |
| 2020-21          | エンポリ         | 28               | セリエB          | 33               | 2                | 3                | 0                | -                | -                | 36               | 2                |
| 2021-22          | エンポリ         | 28               | セリエA          | 21               | 1                | 3                | 0                | -                | -                | 24               | 1                |
| 2021-22          | トリノ           | 28               | セリエA          | 12               | 0                | -                | -                | -                | -                | 12               | 0                |
| 2022-23          | トリノ           | 28               | セリエA          | 28               | 2                | 4                | 0                | -                | -                | 32               | 2                |
| 2023-24          | トリノ           | 28               | セリエA          | 32               | 1                | 1                | 0                | -                | -                | 33               | 1                |
| 2024-25          | トリノ           | 28               | セリエA          | 34               | 1                | 2                | 0                | -                | -                | 36               | 1                |
| 2025-26          | ミラン           | 4                | セリエA          |                  |                  |                  |                  | -                | -                |                  |                  |
| 通算             | イタリア         | イタリア         | セリエB          | 61               | 2                | 4                | 0                | -                | -                | 65               | 2                |
| 通算             | イタリア         | イタリア         | セリエA          | 127              | 5                | 10               | 0                | -                | -                | 137              | 5                |
| 総通算           | 総通算           | 総通算           | 総通算           | 188              | 7                | 14               | 0                | 0                | 0                | 202              | 7                |

### 代表
| イタリア代表 | 国際Aマッチ | 国際Aマッチ |
| 年           | 出場        | 得点        |
| ------------ | ----------- | ----------- |
| 2022         | 2           | 0           |
| 2023         | 0           | 0           |
| 2024         | 4           | 0           |
| 2025         | 4           | 0           |
| 通算         | 10          | 0           |

## タイトル

### クラブ
エンポリ
- セリエB（2020-21）[14]

### 個人
- セリエBシーズン最優秀選手（イタリア語版）（2021-22）[15]